# Vladislav Yuzhakov
Vladislav Guennédievich Yuzhakov –en ruso, Владислав Геннадьевич Южаков– (Chusovói, URSS, 25 de enero de 1986) es un deportista ruso que compite en luge en la modalidad doble.
Ganó dos medallas en el Campeonato Mundial de Luge, oro en 2019 y plata en 2012, y cinco medallas en el Campeonato Europeo de Luge entre los años 2012 y 2020.

## Palmarés internacional
| Campeonato Mundial | Campeonato Mundial    | Campeonato Mundial | Campeonato Mundial |
| Año                | Lugar                 | Medalla            | Prueba             |
| ------------------ | --------------------- | ------------------ | ------------------ |
| 2012               | Altenberg (Alemania)  | Medalla de plata   | Equipo             |
| 2019               | Winterberg (Alemania) | Medalla de oro     | Equipo             |
| Campeonato Europeo |                       |                    |                    |
| Año                | Lugar                 | Medalla            | Prueba             |
| 2012               | Paramonovo (Rusia)    | Medalla de oro     | Equipo             |
| 2013               | Oberhof (Alemania)    | Medalla de bronce  | Equipo             |
| 2014               | Sigulda (Letonia)     | Medalla de oro     | Equipo             |
| 2014               | Sigulda (Letonia)     | Medalla de plata   | Doble              |
| 2020               | Lillehammer (Noruega) | Medalla de bronce  | Doble              |